# Guillermo Díaz (Fußballspieler, 1994)
Guillermo Antonio Díaz Ayala (* 16. Mai 1994 in Santiago) ist ein ehemaliger chilenischer Fußballspieler auf der Position eines linken Außenverteidigers.

## Karriere
Guillermo Díaz begann seine Karriere 2013 bei Unión Temuco und wurde nach wenigen Spielen als Perspektivspieler von Universidad de Chile verpflichtet. Kurz nach seiner Ankunft beim neuen Klub verletzte er sich schwer und blieb mehrere Monate dem Spielfeld fern. Im März 2014 lief er erstmals für La U auf, setzte sich allerdings nicht durch und wurde mehrfach verliehen. Zur Saison 2018 wechselte er zu seinem früheren Jugendklub Deportes Temuco. Im Anschluss spielte er noch für Deportes Valdivia und Deportes Puerto Montt, bei dem er 2021 seine Karriere beendete. 